# Mudre izreke
Mudre izreke ili Poslovice su jedna od knjiga Biblije i Staroga zavjeta. Djelo su više pisaca, od kojih je glavni židovski kralj Salomon. Sastoje se od 31 poglavlja. Pisane su pjesničkim stilom. Biblijska kratica je Izr.
Mudre izreke su zbrika mudrih misli i izreka. Sadrže savjete božanske mudrosti za svakodnevni život. U njima piše, čega bi se vjernik trebao pridržavati, a čega kloniti. Mudre izreke su bile jako popularne kod starih i istočnih naroda. Služile su u odgojne i obrazovne svrhe. U njima je pohranjena životna mudrost. Postoji razlika između svjetovnih mudrih izreka i ovih, koje su pisane iz duhovnog aspekta.
Smatra se, da je većinu knjige napisao Salomon. Mudre izreke i počinju riječima: "Mudre izreke Salomona, sina Davidova, kralja izraelskog (Izr 1,1). " Na početku dvadeset i petoga poglavlja piše: "I ovo su mudre izreke Salomonove; sabrali ih ljudi Ezekije, kralja judejskog (Izr 25,1)". Trideseto poglavlje je djelo: "Agura, sina Jakeova, iz Mase (Izr 30,1), a početak trideset prvog poglavlja napisao je "Lemuel, kralj Mase (Izr 31,1)". Za dio trideset prvog poglavlja od desetog do trideset prvog retka nije naveden autor. Taj dio je napisan u akrostihu - prvo slovo svakog sljedećeg stiha redoslijedom odgovara hebrejskoj abecedi. Salomon je bio poznat po izvanrednoj mudrosti, koju je dobio kao Božji dar. U Prvoj knjizi o kraljevima za Salomona piše: "Jahve je dao Salomonu mudrost i izuzetnu razboritost i srce široko kao pijesak na obali morskoj. Mudrost je Salomonova bila veća od mudrosti svih sinova Istoka i od sve mudrosti Egipta (1 Kr 5,9-10)". Tamo se spominje i da je govorio mudre izreke: "Izrekao je tri tisuće mudrih izreka, a njegovih je pjesama bilo tisuću i pet (1 Kr 5,12)." 
Strah Božji (poštovanje prema Bogu) se vrlo često spominje u izrekama: "Strah je Gospodnji početak spoznaje, ali ludi preziru mudrost i pouku (Izr 1,7)." U osmom i devetom poglavlju, božanska mudrost poprima oblik osobe, što se smatra naviještajem Mesije Isusa Krista; tu je Mudrost istoznačnica za Isusa.
Ignac Kristijanović je preveo Mudre izreke na kajkavštinu. Detalji su objavili u koledarju Danica zagrebečka, cio prevod pa u knjigi Žitek svèteh mučenikov, pod naslovom Knjiga Prirečjah.

## Neke od mudrih izreka iz knjige
- "Uzdaj se u Jahvu svim srcem i ne oslanjaj se na vlastiti razbor (Izr 3,5)".
- "Ne umišljaj da si mudar: boj se Jahve i kloni se zla (Izr 3,7)".
- "Opakoga će uhvatiti njegova zloća i sapet će ga užad njegovih grijeha (Izr 5,22)".
- "Idi k mrav u, lijenčino, promatraj njegove pute i budi mudar (Izr 6,6)".
- "Jer je zapovijed svjetiljka, pouka je svjetlost, opomene stege put su života (Izr 6,23)".
- "Lijena ruka osiromašuje čovjeka, a marljiva ga obogaćuje (Izr 10,4)".
- "Obilje riječi ne biva bez grijeha, a tko zauzdava svoj jezik, razuman je (Izr 10,19)".
- "Tko traži dobro, nalazi milost, a tko za zlom ide, ono će ga snaći (Izr 11,27)".
- "Tko se uzda u bogatstvo, propada, a pravednici uspijevaju kao zeleno lišće (Izr 11,28)".
- "Luđaku se čini pravim njegov put, a mudar čovjek sluša savjete (Izr 12,15)".
- "Bolji je obrok povrća gdje je ljubav nego od utovljena vola gdje je mržnja (Izr 15,17)".
- "Kad se mlijeko mete, izlazi maslac; kad se nos pritisne, poteče krv; kad se srdžba potisne, dobiva se spor (Izr 30,33)".
- "Lažna je ljupkost, tašta je ljepota: žena sa strahom Gospodnjim zaslužuje hvalu (Izr 31,30)".
- "Srce čovječje smišlja svoj put, ali Jahve upravlja korake njegove (Izr 16,9)".
- "Neka te ne ostavljaju dobrota i vjernost, objesi ih sebi oko vrata, upiši ih na ploču srca svoga. Tako ćeš steći ugled i uspjeti pred Božjim i ljudskim očima. (Izr 3, 3-4)
- "Blago čovjeku koji ja stekao mudrost i čovjeku koji je zadobio razboritost. Jer bolje je steći nju nego steći srebro, i veći je dobitak ona i od zlata. (Izr 3, 13-14)